# Harrya
Harrya — рід грибів родини Boletaceae. Назва вперше опублікована 2012 року.

## Галерея

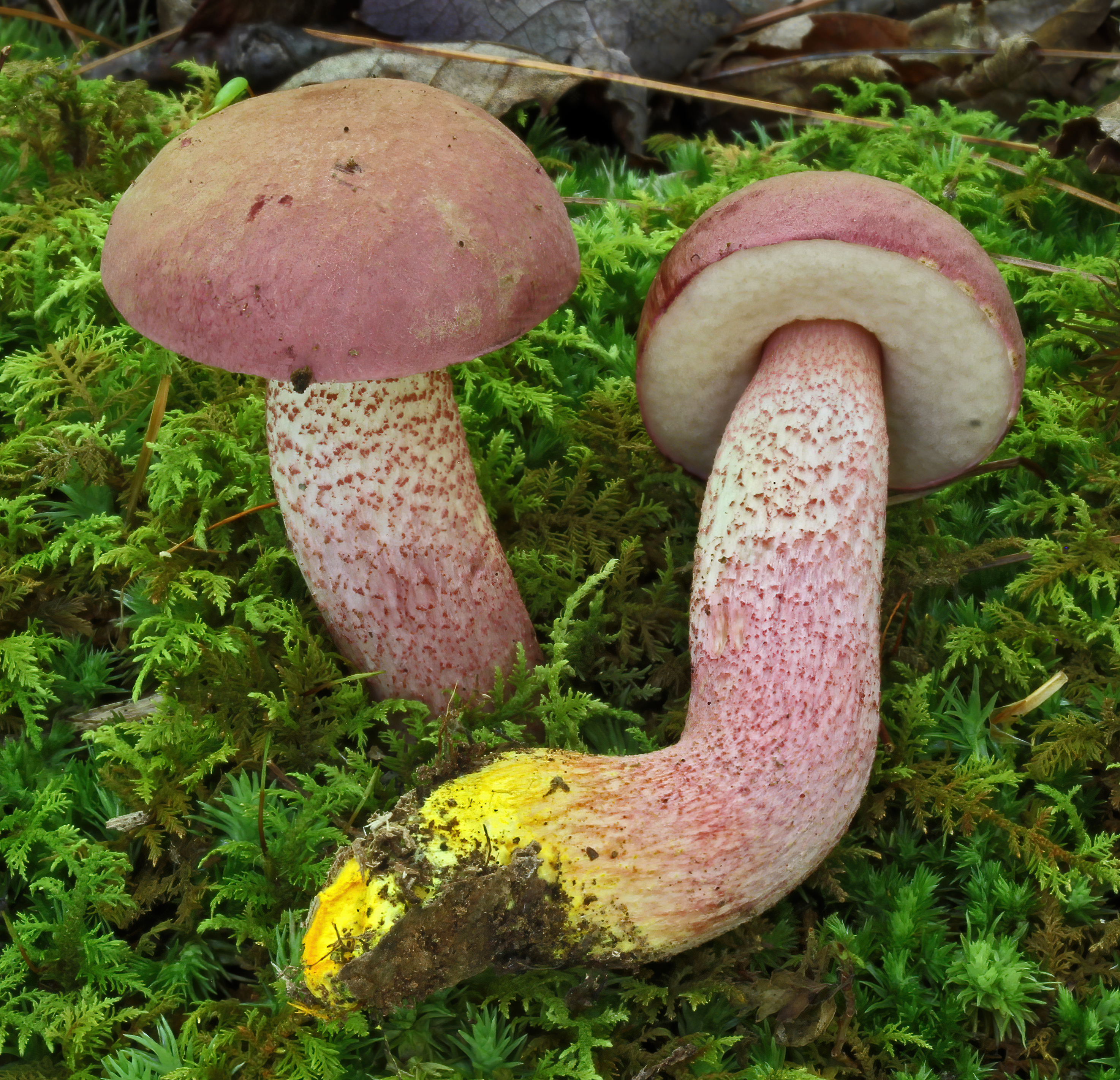
Harrya chromapes
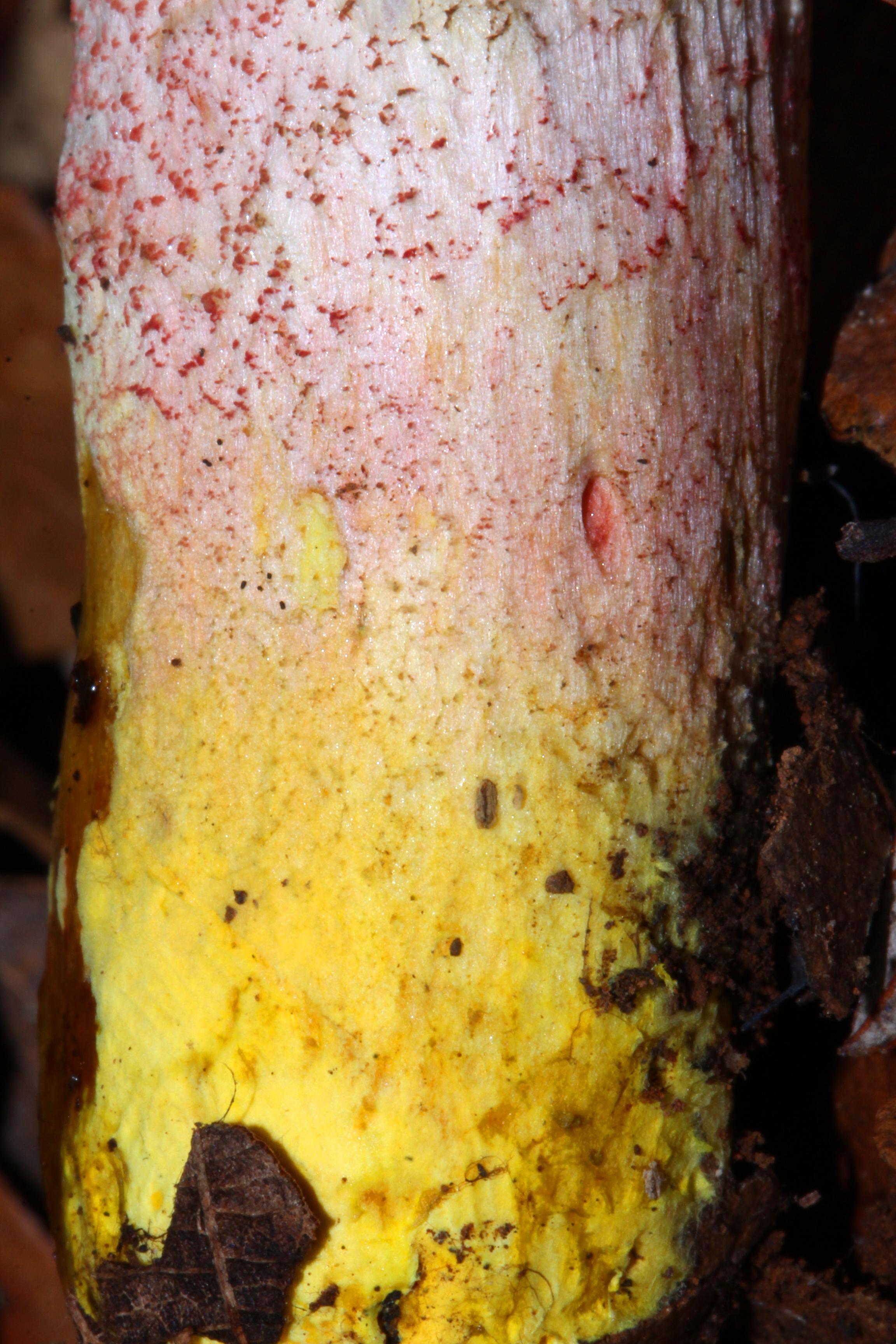
Harrya chromapes
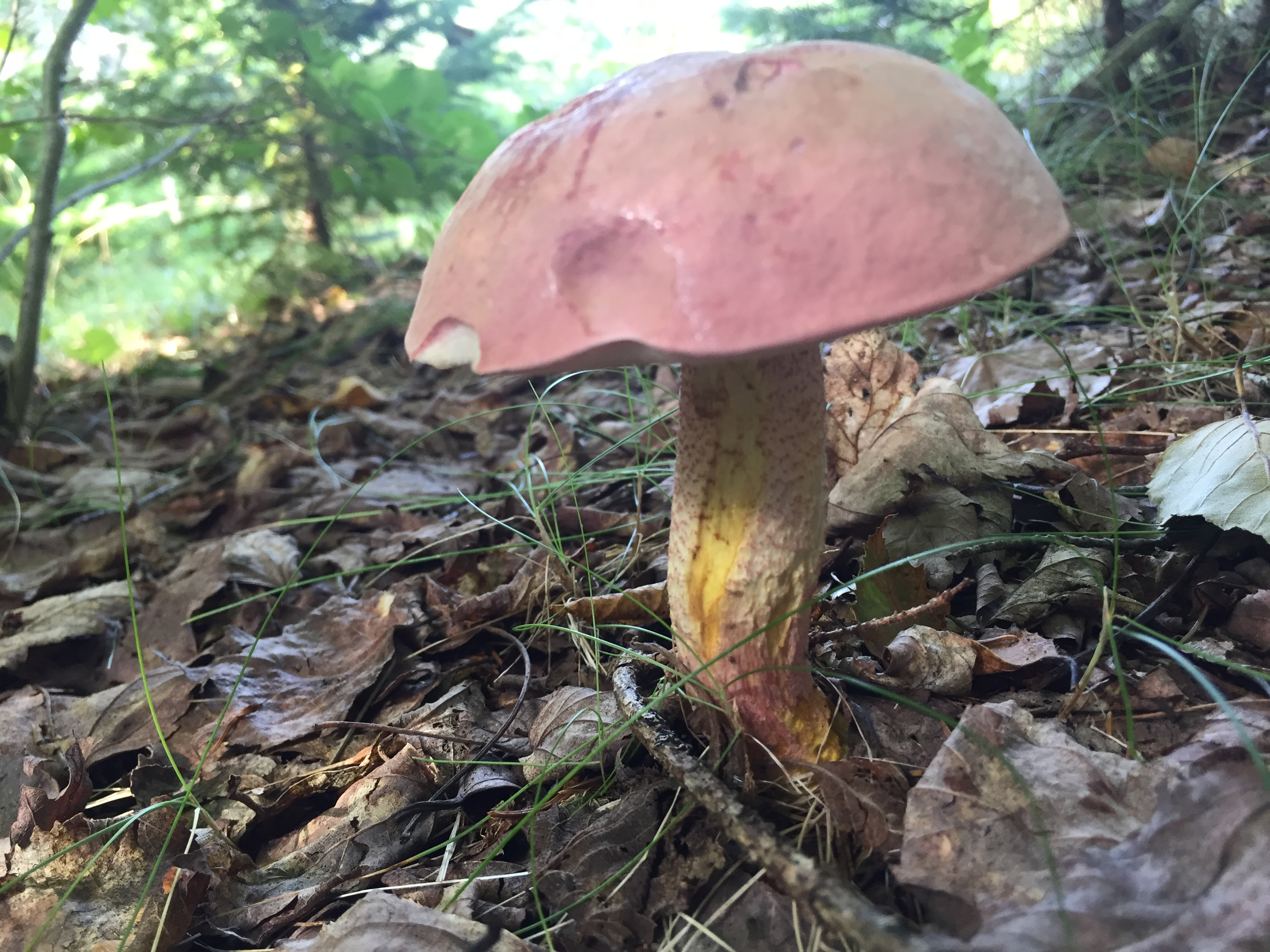
Harrya chromapes